# Бук (Болгарія)
Бук (болг. Бук) — село в Кирджалійській області Болгарії. Входить до складу общини Крумовград.

## Населення
За даними перепису населення 2011 року у селі проживали 279 осіб, з них 277 осіб (99,3%) — турки.
Розподіл населення за віком у 2011 році:
Динаміка населення: